# Sei Jūshi Bismarck
Sei Jūshi Bismarck (星銃士ビスマルク, Sei Jūshi Bisumaruku), conhecida simplesmente como Bismark   é uma série de anime do gênero western espacial, criada pelo Studio Pierrot.
A série exibida pela Japan Television a partir do 7 de outubro de 1984 até o 29 de setembro de 1985 tem  51 episódios. Em 1986, os direitos de Bismark foram vendidos para a companhia americana World Events Productions (WEP). A WEP reescreveu a serie, incorporando todos os episódios originais e criando seis novos episódios antes de liberá-lo sob o nome Saber Rider and the Star Sheriffs.

## Sinopse
No futuro distante, a humanidade tem explorado além da Terra e colonizado os planetas interiores e exteriores do Sistema Solar. A fim de proteger as colônias e manter a lei e a ordem no sistema solar, o Governo Federação da Terra (EFG) foi criado. Logo, muitos colonos começaram a ressentir-se da EFG e de sua esfera de influência, dificultando a relação entre o governo central e as colônias.
Enquanto uma paz tensa estava sendo forjada entre a Terra e as colônias, uma raça de criaturas não-humanas conhecidas como Deathcula invadiu o sistema. Sem provocação, eles atacaram as colônias e mataram a muitos dos colonos. O EFG rapidamente percebeu que os Deathcula eram tecnologicamente superior e suas forças foram irremediavelmente superadas. A fim de ter uma chance de sobrevivência, o Dr. Charles Louvre desenvolve uma nave transformável conhecida como o Bismarck.
Sabendo que uma equipe avançada de especialistas eram obrigados a operar o Bismarck, quatro pessoas se reuniram e foram encarregadas de manter as colônias exteriores a salvo de novos ataques Deathcula.